# لیل-او-آلومت، کبک
لیل-او-آلومت (به فرانسوی: L'Isle-aux-Allumettes) شهری در منطقه شهری پونتیاک ناحیه اوتاوه در استان کبک کانادا است. در سرشماری سال ۲۰۱۱ این شهر ۱٬۳۹۲ نفر جمعیت داشته‌است و مساحت آن ۱۹۰٫۱۹ کیلومتر مربع است.